# Makarki (gromada)
Makarki – dawna gromada, czyli najmniejsza jednostka podziału terytorialnego Polskiej Rzeczypospolitej Ludowej w latach 1954–1972.
Gromady, z gromadzkimi radami narodowymi (GRN) jako organami władzy najniższego stopnia na wsi, funkcjonowały od reformy reorganizującej administrację wiejską przeprowadzonej jesienią 1954 do momentu ich zniesienia z dniem 1 stycznia 1973, tym samym wypierając organizację gminną w latach 1954–1972.
Gromadę Makarki z siedzibą GRN w Makarkach utworzono – jako jedną z 8759 gromad – w powiecie siemiatyckim w woj. białostockim, na mocy uchwały nr 21/V WRN w Białymstoku z dnia 4 października 1954. W skład jednostki weszły obszary dotychczasowych gromad Makarki, Aleksandrowo, Biszewo, Krynki Sobole, Malinowo, Niewiarowo i Rybałty ze zniesionej gminy Grodzisk w tymże powiecie. Dla gromady ustalono 15 członków gromadzkiej rady narodowej.
31 grudnia 1959 gromadę Makarki zniesiono, włączając jej obszar do gromad Grodzisk (wsie Makarki, Aleksandrowo, Biszewo, Krynki-Sobole, Niewiarowo-Przybki, Niewiarowo-Sochy i Rybałty) i Dziadkowice (wieś Malinowo).